# Sound of Marianna Wróblewska
Sound of Marianna Wróblewska – album polskiej wokalistki jazzowej Marianny Wróblewskiej, nagrany w 1972. Płyta ukazała się jako vol. 31 serii Polish Jazz.
Album nagrany został w Warszawie w kwietniu 1972. LP został wydany w 1972 przez Polskie Nagrania „Muza” w wersji stereofonicznej pod numerem katalogowym SXL 0847. Reedycja na CD ukazała się w 2016 nakładem Polskich Nagrań (nr katalogowy 01902 9 59035 0 3).
Materiał zarejestrowany na płycie został podzielony na dwie części. Na stronie A znajdują się standardy jazzowe nagrane z towarzyszeniem tria, zaś na stronie B (z jednym wyjątkiem) polskie piosenki wykonane po angielsku. Wróblewskiej na stronie B towarzyszy zespół Zbigniewa Namysłowskiego.

## Muzycy
- Marianna Wróblewska – śpiew
- Mieczysław Kosz – fortepian (utwory 1 i 5)
- Włodzimierz Nahorny – fortepian (utwory 2–4)
- Janusz Kozłowski – kontrabas (utwory 1–5)
- Kazimierz Jonkisz – perkusja
- Zbigniew Namysłowski – saksofon altowy (utwory 6–10)
- Tomasz Szukalski – saksofon tenorowy, klarnet basowy
- Stanisław Cieślak – puzon (utwory 6–10)
- Jan Jarczyk – fortepian (utwory 6–10)
- Jan Drozdowski – gitara (utwory 6–10)
- Paweł Dąbrowski – gitara basowa (utwory 6–10)
- Józef Gawrych – instrumenty perkusyjne (utwory 6–10)

## Lista utworów
Strona A
| 1. | „I’ll Be Seeing You” (muz. Sammy Fain, sł. Irving Kahal)                  | 3:32  |
|    |                                                                           |       |
| 2. | „Lover, Come Back to Me” (muz. Sigmund Romberg, sł. Oscar Hammerstein II) | 4:21  |
|    |                                                                           |       |
| 3. | „Don’t Explain” (Nina Simone)                                             | 4:21  |
|    |                                                                           |       |
| 4. | „My Funny Valentine” (muz. Richard Rodgers, sł. Lorenz Hart)              | 3::32 |
|    |                                                                           |       |
| 5. | „Lover Man” (Jimmy Davis, Ram Ramirez, James Sherman)                     | 5:36  |
|    |                                                                           |       |
|    |                                                                           | 17:50 |
|    |                                                                           |       |
Strona B
| 6.  | „And the Forest Sings Your Name” „Twoje imię śpiewa las”(muz. Zbigniew Namysłowski, sł. Adam Płocki, Jan Tomasz, tł. Andrzej Słomianowski) | 3:30  |
|     | |       |
| 7.  | „I Don’t Want to Sleep” „W podróży” (muz. Krzysztof Komeda, sł. Agnieszka Osiecka, tł. Andrzej Słomianowski)                               | 3:41  |
|     | |       |
| 8.  | „Sell Me to the Wind” „Sprzedaj mnie wiatrowi” (muz. Zbigniew Namysłowski, sł. Marek Groński, tł. Jacek Bromski)                           | 4:44  |
|     | |       |
| 9.  | „The Slowed Down Movie” „Zwolniony film”(muz. Włodzimierz Nahorny, sł. Jonasz Kofta, tł. Andrzej Słomianowski)                             | 3:59  |
|     | |       |
| 10. | „Until You Were Gone” (Joy Byers) | 3:30  |
|     | |       |
|     | | 19:24 |
|     | |       |

## Informacje uzupełniające
- Reżyser nagrania – Wojciech Piętowski
- Realizator dźwięku – Halina Jastrzębska-Marciszewska
- Omówienie płyty (tekst na okładce) – Jerzy Radliński
- Omówienie płyty (tekst reedycji z 2016) – Tomasz Szachowski